# Pitcairnia delicata
Pitcairnia delicata är en gräsväxtart som beskrevs av Harry Edward Luther. Pitcairnia delicata ingår i släktet Pitcairnia och familjen Bromeliaceae.
Artens utbredningsområde är Colombia. Inga underarter finns listade i Catalogue of Life.